# Мітлиця звичайна
{{#ifeq:0|0|{{#if:|{{#if:Agrostiscapillaris|[[]}}|}}}}
Мітлиця звичайна, мітлиця тонка як A. tenuis (Agrostis capillaris) — вид трав'янистих багаторічних рослин родини тонконогові (Poaceae).

## Опис
Кореневищний багаторічник до 80 см заввишки. Листовий язичок довжиною до 1 мм. Плоске, завширшки від 2 до 4 мм листя зелене; довжина становить до 15 см. Волоть 3–15(20) см завдовжки, після цвітіння розлога, з тонкими волосоподібними, трохи шорсткими гілочками. Колоски 1.75–2 мм довжиною, фіолетові або блідо-зелені. Зернівки еліпсоїдні, двоопуклі, без борозни, довжиною 1 мм, гладкі. 2n = 28.

## Поширення
Туніс, Європа, помірна Азія. Населяє всі види трав'янистих місць і пересічену місцевість, особливо на кислих ґрунтах. Вид натуралізований: Австралія, Нова Зеландія, США, Британська Колумбія, Аргентина; Чилі, Бразилії. 
В Україні зростає на луках (особливо заплавних і гірських), лісових галявинах, прирічкових пісках — у Поліссі, Лісостепу і Карпатах — звичайна рослина; в лівобережному злаково-лучному Степу — рідко.

## Галерея

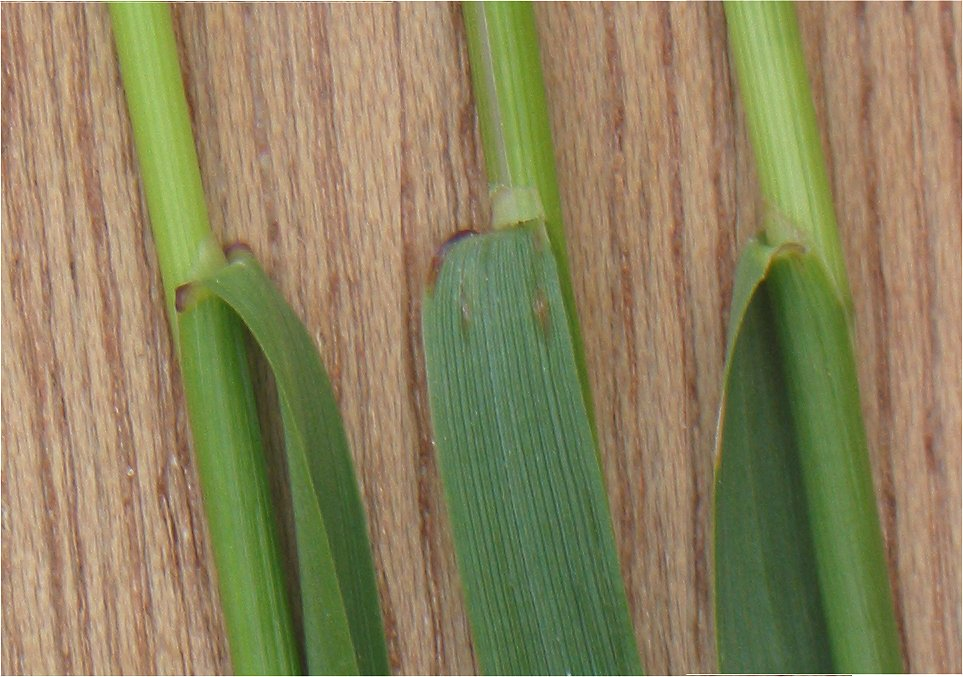
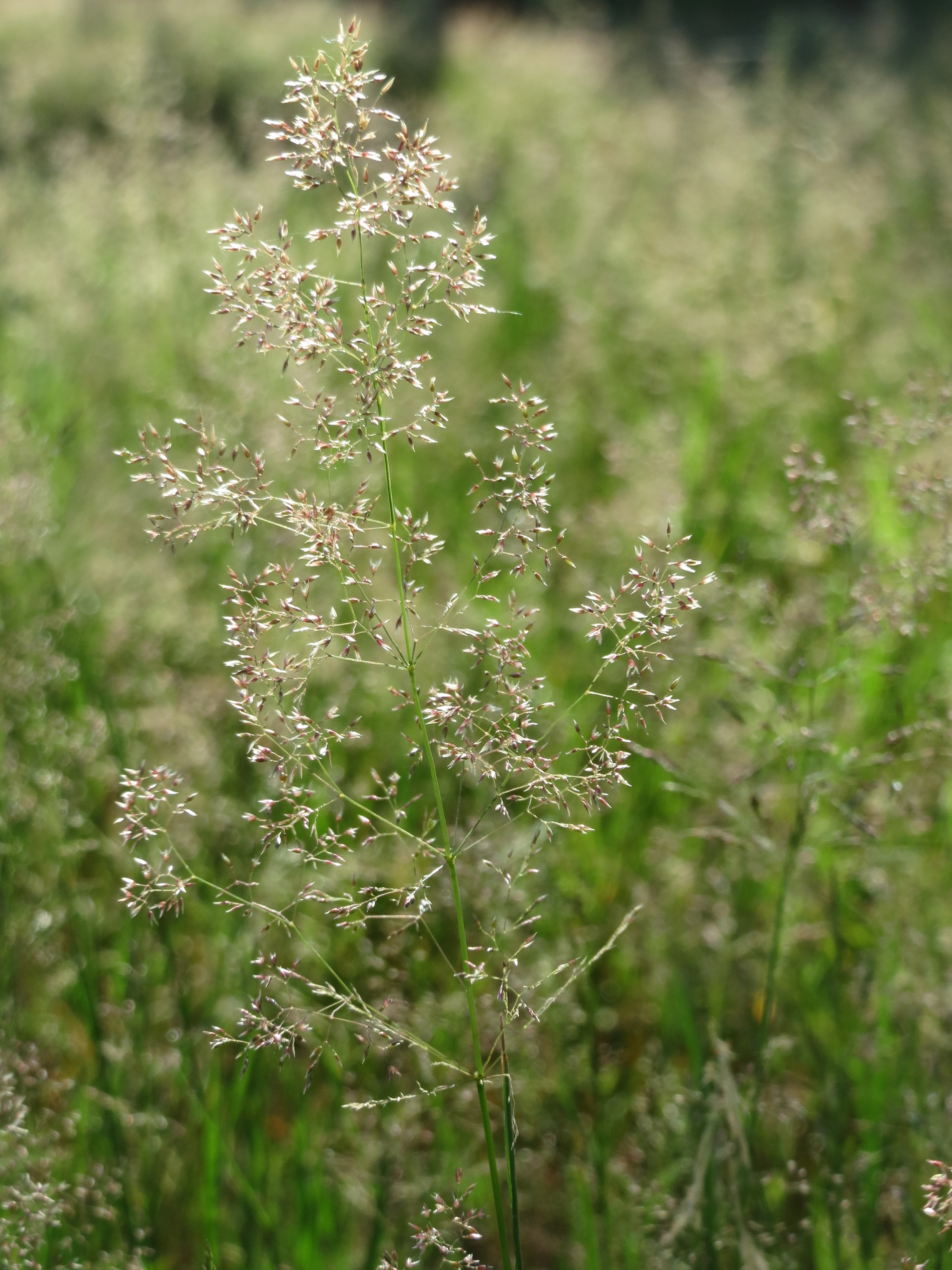
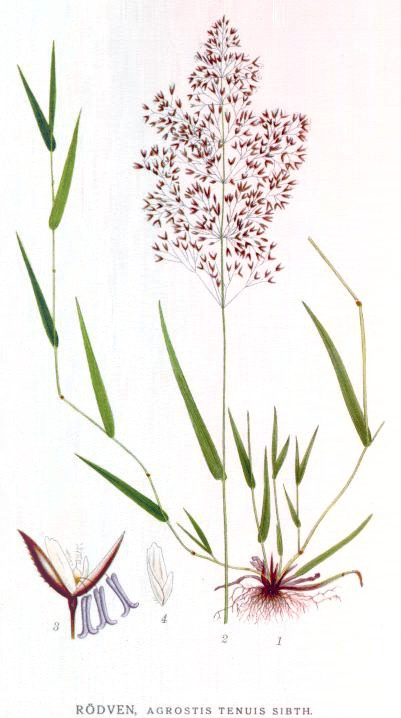